# Concepción Las Minas
Concepción Las Minas – miasto w południowo-wschodniej części Gwatemali w departamencie Chiquimula, leżące w odległości 43 km na południe od stolicy departamentu i 15 km od granicy państwowej z Salwadorem oraz 30 km od granicy z Hondurasem. Miasto jest siedzibą władz gminy o tej samej nazwie, która w 2012 roku liczyła 13 138 mieszkańców. Gmina jest niewielka, a jej powierzchnia obejmuje 160 km².